# Atletisme als Jocs Olímpics d'estiu de 2012 – 10.000 metres femenins
La prova dels 10.000 metres femenins dels Jocs Olímpics de Londres del 2012 es va disputar el 3 d'agost a l'Estadi Olímpic de Londres.
Es disputa la final de manera directa, sense cap sèrie prèvia.
La vencedora fou l'etíop Tirunesh Dibaba, que amb una marca de 30' 20" 75 aconseguí la millor marca mundial de l'any. A continuació arribaren les kenyates Sally Kipyego i Vivian Cheruiyot.

## Rècords
Abans de la prova els rècords del món i olímpic existents eren els següents:
| Rècord del món | Junxia Wang (CHN)     | 29' 31" 78 | Pequín, Xina | 8 de setembre de 1993 |
| Rècord olímpic | Tirunesh Dibaba (ETH) | 29' 54" 66 | Pequín, Xina | 15 d'agost de 2008    |

## Horaris
Tots els horaris són segons l'horari britànic (UTC+1)
| Data                         | Hora  | Ronda |
| ---------------------------- | ----- | ----- |
| Divendres, 3 d'agost de 2012 | 21:15 | Final |

## Medallistes
| Or                    | Plata               | Bronze                 |
| Tirunesh Dibaba (ETH) | Sally Kipyego (KEN) | Vivian Cheruiyot (KEN) |

## Resultats
- Photofinish Oficial 3 d'agost de 2012.[3]

| Posició | Nom                            | Temps    | Notes |
| ------- | ------------------------------ | -------- | ----- |
| Or      | Tirunesh Dibaba (ETH)          | 30:20.75 | WL    |
| Argent  | Sally Kipyego (KEN)            | 30:26.37 | PB    |
| Bronze  | Vivian Cheruiyot (KEN)         | 30:30.44 | PB    |
| 4       | Werknesh Kidane (ETH)          | 30:39.38 | SB    |
| 5       | Beleynesh Oljira (ETH)         | 30:45.56 |       |
| 6       | Shitaye Eshete (BRN)           | 30:47.25 | NR    |
| 7       | Joanne Pavey (GBR)             | 30:53.20 | PB    |
| 8       | Julia Bleasdale (GBR)          | 30:55.63 | PB    |
| 9       | Hitomi Niiya (JPN)             | 30:59.19 | PB    |
| 10      | Kayoko Fukushi (JPN)           | 31:10.35 | SB    |
| 11      | Amy Hastings (USA)             | 31:10.69 | PB    |
| 12      | Janet Cherobon-Bawcom (USA)    | 31:12.68 | PB    |
| 13      | Lisa Uhl (USA)                 | 31:12.80 | PB    |
| 14      | Sara Moreira (POR)             | 31:16.44 | PB    |
| 15      | Fionnuala Britton (IRL)        | 31:46.71 |       |
| 16      | Mika Yoshikawa (JPN)           | 31:47.67 |       |
| 17      | Sabrina Mockenhaupt (GER)      | 31:50.35 |       |
| 18      | Nadia Ejjafini (ITA)           | 31:57.03 |       |
| 19      | Ielizaveta Gretxixnikova (RUS) | 32:11.32 |       |
| 20      | Olha Skripak (UKR)             | 32:14.59 |       |
| 21      | Eloise Wellings (AUS)          | 32:25.43 |       |
| -       | Joyce Chepkirui (KEN)          | -        | Abd   |

NR - Rècord nacional / WL - Millor marca de l'any / PB - Millor marca personal / SB - Millor marca de la temporada